# Saison 2012-2013 de l'Association sportive de Saint-Étienne féminines
Maillots
Dernière mise à jour : 8 mars 2013.
Chronologie
Saison précédente Saison suivante
La saison 2012-2013 de la section féminine de l'Association sportive de Saint-Étienne est la sixième saison consécutive du club stéphanois en première division du championnat de France et la huitième saison du club à ce niveau depuis 1980.
Hervé Didier est à la tête du staff stéphanois lors de cette nouvelle saison qui fait suite à plusieurs saisons où le club a concouru pour les places d'honneur, sans pour autant inquiéter les cadors du championnat. Ainsi, les objectifs pour cette saison restent les mêmes, essayer de venir inquiéter les grands clubs de la première division, tout en assurant le maintien le plus rapidement possible.
L'AS Saint-Étienne va également évoluer au cours de la saison en Coupe de France.

## Avant saison

### Transferts
En ce début de saison dans l'élite, le club cherche à se renforcer et enrôle cinq nouvelles joueuses, Julie Debever du FCF Juvisy, Mégane Catalano de l'équipe des moins de 19 ans du Montpellier HSC, Teninsoun Sissoko du Mans FC, l'américaine Megan Manthey du Seattle Sounders Women et Anaïs Ribeyra du FF Yzeure.
Le club fait également face à plusieurs départs, puisque Laury Jesus à l'ES Arpajonnaise, Laura Bruchet au Claix FF, Camille Catala au FCF Juvisy, Juliette Bernier et Marjorie Beal au Puy Foot, et Kheira Hamraoui au Paris Saint-Germain. Par ailleurs, une joueuse du club décide de prendre sa retraite de footballeuse, il s'agit de Déborah Taghavi.

### Préparation d'avant-saison
Avant son premier match officiel de championnat prévu le 9 septembre, l'AS Saint-Étienne a programmé quatre matchs amicaux face à l'ASJ Soyaux, au Claix FF, au Puy Foot et au Rodez AF.

## Compétitions

### Championnat

#### Phase aller - Journée 1 à 11
La saison 2012-2013 de Division 1 est la trente-neuvième édition du championnat de France de football féminin. La division oppose douze clubs en une série de vingt-deux rencontres. Les meilleurs de ce championnat se qualifient pour la Ligue des Champions (les deux premiers). L'AS Saint-Étienne participe à cette compétition pour la sixième fois de son histoire.
La compétition débute pour l'AS Saint-Étienne, le dimanche 9 septembre 2012 à 15 h, par un match face au Montpellier HSC. Les Stéphanoises pour leur premier match de la saison, réalise un prestation moyenne face à des Montpelliéraines conquérantes, s'inclinant sur le score de deux buts à zéro. Lors de la deuxième journée, les filles de Hervé Didier s'inclinent une nouvelle fois face à des joueuses du Paris SG intraitable, sur le score de cinq buts à zéro. La semaine suivante, elles sont tenues en échec par le promu, l'Arras FCF, sur le score d'un but partout. Lors de la quatrième journée, les Stéphanoises lancent enfin leur saison grâce à une victoire sur le terrain du FF Issy, sur le score de deux buts à zéro.
Lors de la cinquième journée, les filles de Hervé Didier continuent leur remontée en s'imposant face au Rodez AF sur le score de deux buts à zéro avec un doublé d'Anaïs Ribeyra. Elles sont cependant arrêtés lors de la journée suivante par les joueuses du FF Yzeure qui les tiennent en échec zéro à zéro, avant de s'incliner sur leur terrain lors du derby face à l'Olympique lyonnais sur le score sans appel de trois buts à zéro.
Lors de la huitième journée, les Stéphanoises tiennent en échec sur leur pelouses les joueuses du FC Vendenheim zéro but à zéro, avant de subir la loi du FCF Juvisy qui s'impose largement au stade Léon Nautin la semaine suivante sur le score de cinq buts à zéro, puis de se ressaisir la semaine suivante en s'imposant chez l'EA Guingamp sur le score d'un but à zéro, grâce à une réalisation de Sarah Palacin. L'ultime match de la phase aller du club du Forez est reporté au 13 janvier à cause des intempéries empêchant les Stéphanoises de se déplacer dans la Haute-Garonne. Alors qu'elles affrontent la lanterne rouge du championnat, les Stéphanoises font une contre-performance lors de ce match en retard en s'inclinant sur le score d'un but à zéro.

#### Phase retour - Journée 12 à 22

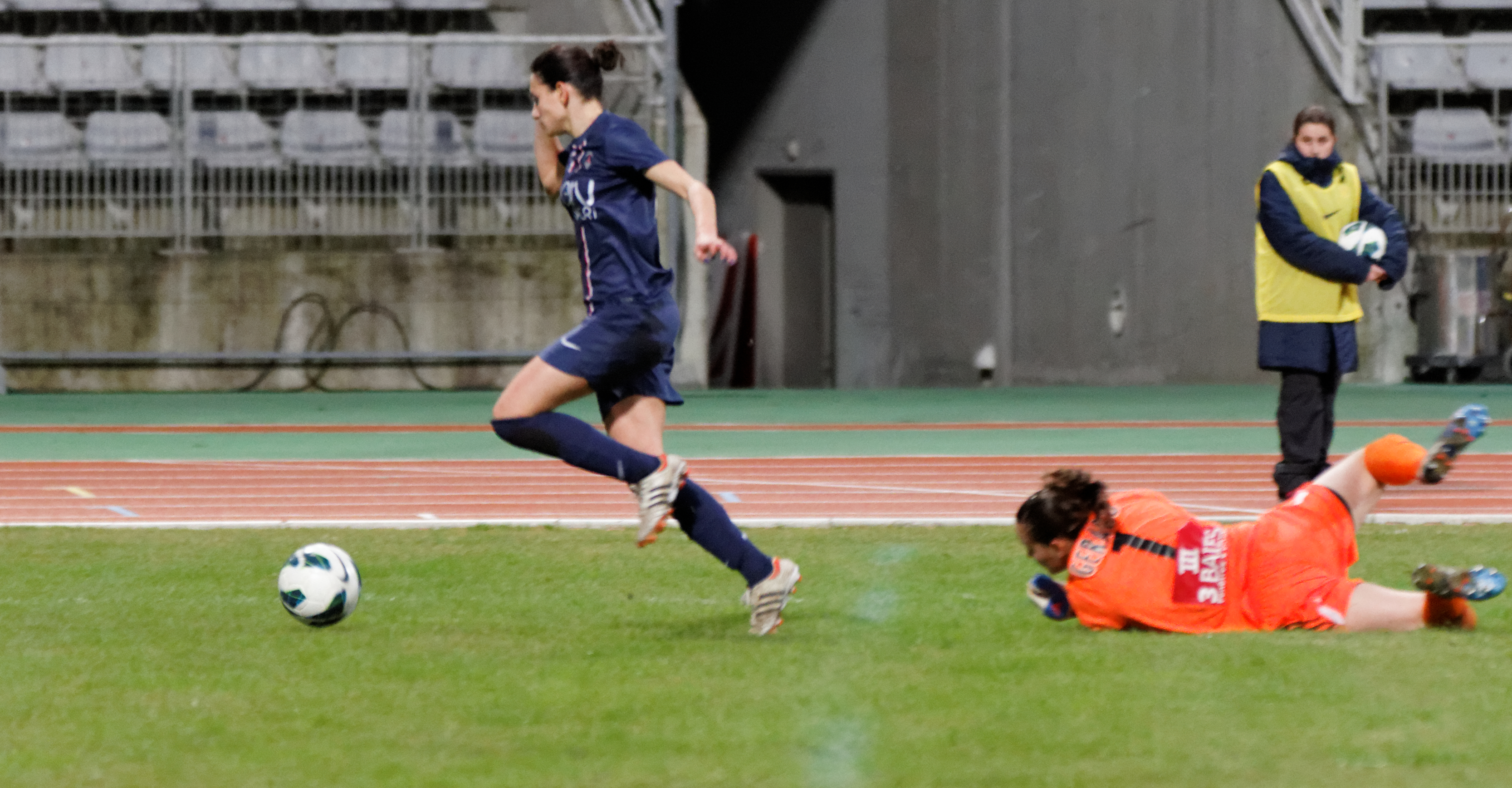
Méline Gérard perd son duel face à Kosovare Asllani du PSG.

Pour son premier match retour et le dernier avant la trêve hivernale, les Stéphanoises s'inclinent sur le terrain du Paris SG sur le score de quatre buts à un. Lors de la journée suivante, leur match face à l'Arras FCF est reporté pour cause climatique, les stéphanoise jouent ainsi leur premier match de l'année le 20 janvier face au FF Issy et se rassure en s'imposant deux buts à zéro, avant d'aller cherche un bon point dans l'Aveyron, en décrochant un bon match nul un but partout face au Rodez AF. Le 10 février, les Stéphanoises se déplacent pour leur match en retard chez l'Arras FCF et profitent de cette occasion pour se donner une bonne marge de sécurité vis-à-vis de la zone rouge, en s'imposant deux buts à zéro grâce à Rose Lavaud et à Chu O Tseng. Mais les joueuses de Hervé Didier se voient à nouveau empêcher de jouer par les conditions météorologiques lors de la seizième journée où elles devait accueillir leurs homologues du FF Yzeure.

### Coupe de France
La coupe de France 2012-2013 est la 12e édition de la coupe de France, une compétition à élimination directe mettant aux prises les clubs de football à travers la France métropolitaine et les DOM-TOM. Elle est organisée par la FFF et ses ligues régionales.
Marinette Pichon effectue un tirage abordable pour les Stéphanoises qui joueront à l'extérieur, face à l'Aulnat Sportif, qui évolue en Division d'Honneur. Les amazones réussissent leur entrée dans la compétition en écrasant les auvergnates cinq buts à un avec un triplé de Rose Lavaud et un doublé de Sarah Palacin. Au tour suivant, les Stéphanoises affrontent une autre équipe de Division d'Honneur, le Besançon RC qui est écrasé par les amazones sur le score de dix buts à zéro.

### Matchs officiels de la saison
Le tableau ci-dessous retrace les rencontres officielles jouées par l'AS Saint-Étienne durant la saison. Les buteurs sont accompagnés d'une indication sur la minute de jeu où est marqué le but et, pour certaines réalisations, sur sa nature (penalty ou contre son camp).
| Compétition     | Débute au tour | Place ou tour final | Matchs joués | Gagnés | Nuls | Perdus | Buts pour | Buts contre | Différence |
| Division 1      | -              | -                   | 15           | 5      | 4    | 6      | 12        | 22          | -10        |
| Coupe de France | 1/32 de finale | -                   | 2            | 2      | 0    | 0      | 15        | 1           | +14        |
| Total           | -              | -                   | 17           | 7      | 4    | 6      | 27        | 23          | +4         |

## Joueurs et encadrement technique

### Encadrement technique
Lors de cette saison, l'équipe est dirigée par Hervé Didier qui s'appuie sur les jeunes du centre de formation, pour remplacer les nombreux départs de l'intersaison.

### Statistiques individuelles
| \| Gérard Brevet Coulomb Debever Soulard Clemaron Barbetta Moreau Audemar Ribeyra Palacin \| Équipe type de la saison. · D'après les temps de jeu à leur poste. |
| Gérard Brevet Coulomb Debever Soulard Clemaron Barbetta Moreau Audemar Ribeyra Palacin                                                                          |

| Joueuse           | Total |
| Rose Lavaud       | 7     |
| Anaïs Ribeyra     | 5     |
| Chu O Tseng       | 5     |
| Sarah Palacin     | 5     |
| Maéva Clemaron    | 3     |
| Aude Moreau       | 2     |
| Amélie Barbetta   | 2     |
| Charlotte Lorgeré | 1     |
| Julie Debever     | 1     |

| Joueuse            | Total |
| Rose Lavaud        | 3     |
| Morgane Courteille | 2     |
| Amélie Barbetta    | 1     |
| Anaïs Ribeyra      | 1     |
| Caroline Audemar   | 1     |
| Charlotte Lorgeré  | 1     |
| Julie Debever      | 1     |
| Sarah Palacin      | 1     |
| Ludivine Coulomb   | 1     |

### Joueuses en sélection nationale
Il n'y a qu'une joueuse internationale à l'AS Saint-Étienne, il s'agit de Chu O Tseng, qui évolue avec l'équipe de Taïwan.

## Affluence et télévision

### Affluence
Affluence de l'ASSE à domicile

### Retransmission télévisée
Profitant de la médiatisation de la Coupe du monde, la FFF avait lancé le lundi 11 juillet 2012 l’appel d’offre pour les droits TV du championnat de France. Ces derniers ont été remportés par France Télévision en duo avec la chaine Eurosport pour un contrat s'élevant à 110 000 euros.

## Équipe réserve et équipes de jeunes
Le club rhônalpin possède une équipe des moins de 19 ans qui participe au Challenge National Féminin U19 et une équipe des moins de 18 ans qui évolue en Championnat Rhône-Alpes Féminin U18.